# Napata
Napata je bila mesto v starodavni Nubiji na desnem bregu Nila pri sodobni Karimi, Sudan.

## Zgodnja zgodovina
Napato je ustanovil faraon Tutmoz III. po zasedbi Nubije v 15. stoletju pr. n. št. Bližnji hrib Džebel Barkal je označeval južno mejo Novega egipčanskega kraljestva. 
Leta 1075 pr. n. št. je visoki Amonov svečenik v Tebah postal dovolj močan, da je omejil oblast faraona Smendesa I. iz Enaindvajsete dinastije v Gornjem Egiptu. Ukrep je pomenil začetek tretjega vmesnega obdobja Egipta (1075-664 pr. n. št.). Razdrobitev oblasti v Egiptu je omogočila Nubijcem, da so se osamosvojili in ustanovili Kraljestvo Kuš s središčem v Napati.

## Napatsko obdobje
Leta 750 pr. n. št. je bila Napata razvito mesto, medtem ko je bil Egipt še vedno politično nestabilen.  Kušitski kralj Kašta je to izkoristil in napadel Egipt. Njegovo politiko sta nadaljevala njegova naslednika Pije in Šabaka, ki je v drugem letu svojega vladanja osvojil celo dolino Nila.  Kušitski kralji so v Gornjem Egiptu vladali približno sto let, v celem Egiptu pa  57 let od leta 721 do 664 pr. n. št.
Ponovna združitev Egipta pod Petindvajseto dinastijo je bil pomemben dogodek, ki je pomenil začetek renesanse. Religija, umetnost in arhitektura so se vrnile v stanje, kakršno je bilo v Starem, Srednjem in Novem kraljestvu. Faraon Taharka je gradil in obnavljal templje in spomenike ob celem Nilu, vključno z Memfisom,  Karnakom, Kavo, Džebel Barkalom, in drugod.

### Asirska invazija in konec Nubijske dinastije
Vladavini faraona Taharke in njegovega zadnjega  naslednika, bratranca Tantamanija, so zaznamovali stalni konflikti z Novoasirskim cesarstvom. Okoli leta 670 pr. n. št. je cesar Asarhadon (681-669 pr. n. št.) je osvojil Spodnji Egipt, vendar ni uničil tamkajšnjih kraljestev, ampak jih je pretvoril v svoje zaveznike proti kušitskim vladarjem  v Gornjem Egiptu. Vladarji so njegovo ponudbo sprejeli z odporom.
Ko je zavladal Asarhadonov naslednik Asurbanipal, je Taharka prepričal nekaj vladarjev iz Spodnjega Egipta, da prekinejo zavezništvo z Asirci. Asurbanipal je premagal egipčansko koalicijo in egipčanske voditelje odpeljal v svojo prestolnico Ninive. Za vladarja Memfisa in Saisa je imenoval libijskega poglavarja Neka, ki je kot Neko I. zavladal kot prvi faraon Šestindvajsete egipčanske dinastije.
Leta 664 pr. n. št. so Asirci v svojem zadnjem napadu opustošili Tebe in Memfis. Tega leta je Taharka umrl. Njegov naslednik Tantamani (664–653 pr. n. št.) je med poskusom napada na Spodnji Egipt Neka I. ubil, Asircev, ki so podprli Nekovega naslednika Psametika I.,  pa ni mogel premagati.  Opustil je načrt za osvojitev Spodnjega Egipta in se umaknil v Napato. Njegova oblast v Gornjem Egiptu je trajala do osmega leta njegove vladavine, ko je Psametik I. z velikim ladjevjem uspel ponovno vzpostaviti svojo oblast v celem Egiptu.   
Petindvajseta dinastija se je končala z umikom njenih vladarjev v Napato. Vsi vladarji iz te dinastije so bili pokopani v El Kurruju in Nuriju v piramidah, v dolini Nila prvih po Srednjem kraljestvu.
Napatska dinastija je še naprej vladala v kušitski državi, ki je v Napati in Merou cvetela najmanj  do 2. stoletja n. št.

## Pozno napatsko obdobje
Napata je še dve generaciji ostala prestolnica Kraljestva Kuš (okoli 650-590 pr. n. št.).  Njeno gospodarstvo je temeljilo na zlatu in gospodarskem sodelovanju s Šestindvajseto egipčansko dinastijo. 
Napatska arhitektura, pisava, umetnost in druge kulturne oblike  so imele nubijski slog. Pogrebni običaji so bili podobni egipčanskim, vključno z obuditvijo gradnje  piramid. Častili so tudi več egipčanskih bogov. V Napati je bil najpomembnejši tebanski bog Amon, kateremu so ob vznožju Džebel Barkala zgradili mogočen tempelj.
Po ahemenidski osvojitvi Egipta je Napata izgubila svoj gospodarski vpliv. Napatska regija je postala sušna, kar je privedlo do zmanjšanja števila govedi in propadanja poljedelstva.  Resen udarec ji je zadal tudi napad Asircev leta 591 pr. n. št. Vlogo gospodarske prestolnice Nubije je prevzel Meroe. Njegova okolica ob  izlivu reke Atbare v Nil je bila bogata z železom, ki je postalo ključni vir bogastva. Meroe se je iz gospodarskega središča nazadnje pretvoril v prestolnico Kraljestva Kuš, Napata pa je začela propadati. 
Leta 23 pr. n. št. je rimski guverner Egipta napadel Kuš in po spopadu s kuško kraljico do tal porušil Napato. V Res gestae divi Augusti (Dejanja božanskega Avgusta) cesar Avgust pravi, da  je »prodrl do Napate, zadnjega mesta pred Meroem«.

## Galerija
- Piramide v Nuriju
- Notranjost Tanotamonove piramide v El Kurruju
- Zadnji še stoječi stebri Amonovega templja pod Džebel Barkalom
- Ostanki Amonovega templja
- Zlat obesek  iz Napate, 6. stoletje pr. n. št.